# بريان برايس
بريان برايس (بالإنجليزية: Bryan Price)‏ هو مدرب كرة القاعدة ‏ أمريكي، ولد في 22 يونيو 1962 في سان فرانسيسكو في الولايات المتحدة.

## وصلات خارجية
- بريان برايس على موقع دوري كرة القاعدة الرئيسي (الإنجليزية)
- بريان برايس على موقعبيزبول رفرنس.كوم (الدوري الثانوي) (الإنجليزية)